# Stuck in the Middle
Stuck in the Middle (Atrapada en el medio en Latinoamérica y Entre hermanos en España) es una serie de televisión estadounidense de comedia desarrollada por Alison Brown y Linda Videtti Figueiredo y creada por Alison Brown. Está protagonizada por Jenna Ortega y se estrenó en Disney Channel el 14 de febrero de 2016.
En España se estrenó el 10 de junio de 2016, y en Latinoamérica el 6 de agosto de 2016.

## Sinopsis
Cuenta la historia de la familia Díaz, pero se centra más en la vida de Harley Díaz, la hija del medio de una familia de 7 hijos, donde aunque no notaron su posición, se abre paso utilizando sus habilidades como una prodigio de la ingeniería, aunque a lo largo del camino se encontró con el problema de estar en una gran familia.

## Elenco

### Principales
- Jenna Ortega como Harley Díaz, la mediana de siete niños y una joven prodigio de ingeniería. Ella es el personaje central de la serie y se ve a sí misma como una inventora. En "Stuck in the Sweet Seat", se revela que es su decimotercer cumpleaños. Una característica importante es que ella tiende a romper la cuarta pared para decirle a los espectadores algo sobre la situación.
- Ronni Hawk como Rachel Díaz (temporadas 1-2; temporada 3 invitada), la mayor de los siete hijos y la vana hermana mayor de Harley. En "Stuck with No Rules", se revela que ella tiene 16 años. En el episodio de la tercera temporada "Stuck with Rachel's Secret", Rachel deja a la familia para asistir a la universidad en París, Francia, mientras realiza una pasantía en una empresa de moda allí. Ella regresa en el final de la serie para ayudar a la familia a celebrar la quinceañera de Harley.
- Kayla Maisonet como Georgie Díaz, una de las hermanas mayores de Harley y la segunda mayor de las siete, como se revela en "Stuck in the Sweet Seat". Ella es una jugadora de baloncesto en su escuela y hace una variedad de otros deportes.
- Isaak Presley como Ethan Díaz, el hermano mayor de Harley y su compañero en sus aventuras; ella se refiere a él como su mejor amigo en la familia. Es una aspirante a música y cineasta. En "Stuck in the Sweet Seat", se revela que él es el tercero mayor de los siete, detrás de Rachel y Georgie.
- Nicolas Bechtel como Lewie Díaz, uno de los dos hermanos menores de Harley y el gemelo de Beast. En "Stuck in the Beast-Day Party" se revela que Lewie es mayor que Beast por cinco minutos.
- Malachi Barton como Beast Díaz, uno de los dos hermanos menores de Harley y el gemelo de Lewie.
- Ariana Greenblatt como Daphne Díaz, la más joven de los siete hijos y la hermana menor de Harley. Le gusta tomar el té con sus muñecas y duerme en su casa de muñecas interior. En "Stuck with No Rules", se revela que Daphne puede tomar represalias fácilmente contra cualquiera que le quite cosas sin obtener su aprobación primero.
- Cerina Vincent como Suzy Díaz, la peculiar madre de Harley, que rara vez tiene un tiempo a solas con sus hijos y tiende a pasarlo en los lugares más improbables. Suzy es la que generalmente castiga a los niños por castigarlos e incluso ponerlos bajo llave por violaciones más graves.
- Joe Nieves como Tom Díaz, el padre de Harley, propietario de una tienda marina llamada "Tom's Bait and Bite", que vende equipos para acampar y pescar. Si bien es un padre amoroso y afectuoso, tiende a enojarse cuando sus hijos lo decepcionan de alguna manera.

### Secundarios
- Lulu Lambros como Ellie Peters, la hija de Bethany y la mejor amiga de Harley que está en el mismo equipo de baloncesto que Georgie. En "Atrapado en el cometa de Harley", se revela que Ellie tiene miedo a las alturas, la oscuridad y los pájaros. En "Stuck with a Bad Influence", Ellie es enviada a un internado llamado Academia Radistone por su madre.
- Lauren Pritchard como Bethany Peters, la vecina de la familia Díaz que critica regularmente la crianza de los hijos de Suzy y Tom y a menudo se molesta con las payasadas de Lewie y Beast. Ella es una madre protectora para su hija Ellie, a quien nunca deja que se divierta como se ve en "Stuck in the Block Party".
- Brett Pierce como Cuff (temporada 1), un adolescente irresponsable que es el novio de Rachel y no le agrada a Tom. Cuando Cuff trabaja brevemente en "Tom's Bait and Bite" en "Stuck with My Sister's Boyfriend", se revela que su verdadero nombre es Warren. En el episodio de la tercera temporada "Stuck in a Mysterious Robbery", donde confirma que él y Rachel se separaron.
- Joshua Bassett como Aidan (temporada 3), el sobrino de Bethany Peters y primo de Ellie. Es un consumado jugador de lacrosse y tiende a molestar a Harley. Aidan se queda con Bethany mientras su padre está fuera. Se convierte en el novio de Harley en el episodio "Stuck Wrestling Feelings" y todavía están juntos cuando termina la serie.

| Jenna Ortega           | Harley Díaz    | Principal  | Principal  | Principal  |
| Ronni Hawk             | Rachel Díaz    | Principal  | Principal  | Invitada   |
| Ariana Greenblatt      | Daphne Díaz    | Principal  | Principal  | Principal  |
| Kayla Maisonet         | Georgie Díaz   | Principal  | Principal  | Principal  |
| Isaak Presley          | Ethan Díaz     | Principal  | Principal  | Principal  |
| Malachi Barton         | Beast Díaz     | Principal  | Principal  | Principal  |
| Nicolas Bechtel        | Lewie Díaz     | Principal  | Principal  | Principal  |
| Cerina Vincent         | Suzy Díaz      | Principal  | Principal  | Principal  |
| Joe Nieves             | Tom Díaz       | Principal  | Principal  | Principal  |
| Personajes recurrentes |                |            |            |            |
| Lauren Pritchard       | Bethany Peters | Recurrente | Recurrente | Recurrente |
| Lulu Lambros           | Ellie Peters   | Recurrente | Recurrente | Recurrente |
| Brett Pierce           | Cuff           | Recurrente |            | Invitado   |
| Joshua Bassett         | Aidan          |            |            | Recurrente |

## Episodios
| Temporada | Temporada | Episodios | Estados Unidos         | Estados Unidos        | Latinoamérica       | Latinoamérica         | España                  | España                  |
| Temporada | Temporada | Episodios | Comienzo               | Final                 | Comienzo            | Final                 | Comienzo                | Final                   |
| --------- | --------- | --------- | ---------------------- | --------------------- | ------------------- | --------------------- | ----------------------- | ----------------------- |
|           | 1         | 17        | 14 de febrero de 2016  | 22 de julio de 2016   | 6 de agosto de 2016 | 21 de marzo de 2017   | 10 de junio de 2016     | 10 de marzo de 2017     |
|           | 2         | 20        | 3 de febrero de 2017   | 27 de octubre de 2017 | 14 de mayo de 2017  | 3 de febrero de 2018  | 9 de junio de 2017      | 9 de febrero de 2018    |
|           | 3         | 20        | 8 de diciembre de 2017 | 23 de julio de 2018   | 1 de abril de 2018  | 11 de octubre de 2018 | 22 de diciembre de 2017 | 30 de noviembre de 2018 |

## Producción
La producción de la serie comenzó en noviembre de 2015. Un avance de Stuck in the Middle se emitió en Disney Channel el 14 de febrero de 2016. Episodios adicionales comenzaron a transmitirse el 11 de marzo de 2016.
Disney Channel renovó Stuck in the Middle por segunda temporada el 15 de junio de 2016. La segunda temporada se estrenó el 3 de febrero de 2017. La serie fue renovada para una tercera temporada por Disney Channel el 31 de agosto de 2017. La tercera temporada se estrenó el 8 de diciembre de 2017. El 30 de marzo de 2018, Disney Channel anunció que la serie terminará luego de tres temporadas.

## Doblaje
| Personaje                                                                   | Actor original      | Actor de doblaje (Latinoamérica)                                            | Actor de doblaje (España)              | Temporada |
| --------------------------------------------------------------------------- | ------------------- | --------------------------------------------------------------------------- | -------------------------------------- | --------- |
| Harley Diaz                                                                 | Jenna Ortega        | Andrea Gómez                                                                | Beatriz Llaneza Mielgo                 | 1ª-3ª     |
| Rachel Diaz                                                                 | Ronni Hawk          | Malena Duchovny                                                             | Laura Pastor                           | 1ª-3ª     |
| Ethan Diaz                                                                  | Isaak Presley       | Carlos Siller                                                               | Carlos Bautista                        | 1ª-3ª     |
| Georgie Diaz                                                                | Kayla Maisonet      | Azul Botticher                                                              | Verónica Llaneza Mielgo                | 1ª-3ª     |
| Daphne Diaz                                                                 | Ariana Greenblatt   | Zoe Mora                                                                    |                                        | 1ª-3ª     |
| Lewie Díaz                                                                  | Nicolas Bechtel     | Luis Sánchez                                                                | Álvaro Rubio                           | 1ª-3ª     |
| Beast Díaz                                                                  | Malachi Barton      | Rodrigo Sánchez                                                             | Aitor garrido                          | 1ª-3ª     |
| Susy Díaz                                                                   | Cerina Vincent      | Mara Campanelli                                                             | Catherina Martínez                     | 1ª-3ª     |
| Tom Díaz                                                                    | Joe Nieves          | Alejandro Gómez                                                             | Guillermo Romero                       | 1ª-3ª     |
| Créditos técnicos                                                           |                     |                                                                             |                                        |           |
| Estudio de doblaje                                                          | Estudio de doblaje  | Media Pro Com, Buenos Aires, Argentina Diseño en Audio, México D.F., México | SDI MEDIA, Madrid, Barcelona, Santiago |           |
| Director de Doblaje                                                         | Director de Doblaje | Raúl Aldana                                                                 | Maite torres                           |           |
| Traductor                                                                   | Traductor           | Tian Brass                                                                  | Álvaro Méndez                          |           |
| Adaptador                                                                   | Adaptador           | Tian Brass                                                                  | ¿?                                     |           |
| Doblaje al español producido por Disney Character Voices International Inc. |                     |                                                                             |                                        |           |